# Gustav Mertens
Gustav Mertens (* 16. Dezember 1899 in Krefeld; † 24. November 1977 in Kempen) war ein deutscher Verwaltungsjurist und Oberkreisdirektor.

## Werdegang
Der promovierte Jurist war seit 1922 Stadtdirektor bei der Stadt Mönchengladbach, ab August 1932 bis 1934 Bürgermeister der Stadt Dülken und von Juli 1934 bis Juni 1945 Bürgermeister der Stadt Kempen. Am 29. Juni 1937 beantragte er die Aufnahme in die NSDAP und wurde rückwirkend zum 1. Mai desselben Jahres aufgenommen (Mitgliedsnummer 4.467.175).
Nach dem Krieg war er Oberkreisdirektor des Kreises Geldern. Nach seiner Pensionierung wurde er am 1. Oktober 1965 als kommissarischer Oberkreisdirektor im Kreis Schleiden eingesetzt.
Er war Mitglied der katholischen Studentenverbindung KStV Suevia Köln.

## Ehrungen
- 1965: Verdienstkreuz 1. Klasse der Bundesrepublik Deutschland
- 1971: Großes Verdienstkreuz der Bundesrepublik Deutschland